# München (Schiff, 1961)
Die München war ein Fischtrawler der „Nordsee“ Deutsche Hochseefischerei in Bremerhaven. Das Schiff sank am 25. Juni 1963 vor Westgrönland. Der Untergang, bei dem 27 der 42 Besatzungsmitglieder ums Leben kamen, gilt als eines der schwersten Unglücke in der Geschichte der deutschen Hochseefischerei.

## Beschreibung
Das Fischereimotorschiff München wurde 1961 als Baunummer 875 von der Bremerhavener Seebeckwerft für die „Nordsee“ Deutsche Hochseefischerei gebaut. Im selben Jahr lieferte die Bauwerft noch ein baugleiches zweites Schiff des Typs, die Baunummer 876 mit dem Namen Bremerhaven, an die Reederei ab. Der mit 941 BRT vermessene Heckfänger war 64 Meter lang und 11 Meter breit. Er galt damals als das modernste Schiff der Reederei.

## Untergang
Der Trawler befand sich am Ende einer rund vierwöchigen Fangreise vor der Westküste Grönlands. Nachdem er am Morgen des 25. Juni 1963 aus dem Fjord von Færingehavn, wo Marinedieselöl gebunkert worden war, ausgelaufen war, kam es zu einem Wassereinbruch an Bord. Der Trawler sank weniger als zwei Stunden später. Vermutlich drang das Wasser durch Speigatten ein, die normalerweise durch Rückschlagklappen gesichert sind. Beim Untergang des Trawlers kamen drei Besatzungsmitglieder ums Leben, die anderen konnten sich auf die Rettungsinseln retten. Da die Rettungsinseln jedoch beschädigt waren, überlebten das Unglück am Ende nur 15 Besatzungsmitglieder. Wie sich später herausstellte, waren die Rettungsinseln entgegen den Vorschriften nicht in ihrer Verpackung über Bord geworfen, sondern an Deck ausgepackt und dabei beschädigt worden.

## Gedenken
Den Verstorbenen des Untergangs wurde ein Gedenkstein auf dem Friedhof Geestemünde in Bremerhaven gewidmet.